# Al Hairston
Alan Leroy Hairston, detto Al (Beckley, 11 dicembre 1945), è un ex cestista e allenatore di pallacanestro statunitense, professionista nella NBA.

## Carriera
Venne selezionato dai Seattle SuperSonics al quinto giro del Draft NBA 1968 (52ª scelta assoluta).